# صباح الليل (2019)
فيلم صباح الليل، هو فيلم دراما وأكشن أردني، وهو من أول أفلام الإثارة الأردنية التي يتم إنتاجها. كتبته الفنانة عايدة الأميركاني ومن إخراج ناجي سلامة الذي فاز بالجائزة الذهبية عن مسلسله «عنبر ج» الذي يتحدث عن السجون في العالم العربي، تم عرضه لأول مرة عام 2019 في عمان، ويتميز بأنه تم تصويره من شخصيات أردنية خالصة. يتحدث نزعة الشر والخير وموضوع الانتقام والثأر في حال غياب الرقابة بطريقة محبكة ودرامية تتحدث عن البشرية بطريقة فلسفية لم تعهدها الأفلام السينمائية من قبل، ويعد فيلم الأكشن الأول الأردني بشكل كامل. تم افتتاح الفيلم في برايم سينما عمان تحت رعاية الأميرة ريم علي في 20 يونيو 2019.

## الفكرة العامة
يتضمن الفيلم من خلال الإطار الفلسـفي له موضوع الخير والشر وموضوع الانتقام ومدى سيطرة الإنسان على نزعاته الانتقامية والشريرة في حال غياب الرقابة، وفي النهاية هي دعوة غير مباشرة للجوء إلى القانون وسيادة القانون لا للانتقام الشخصي.

## القصة والاحداث
تبدأ قصة الفيلم عبر عصابتان متصارعتان، أحداهما عصابة خطيـرة تعمل بتجارة أعضاء الأطفال والمخدرات على مستوى كبير ودولي، حيث أن رئيس هذه العصابة يبقى مجهولاً حتى الجزء الأخير من الفيلم ثم ينكشف ويشكل ظهوره بالوجه الشرير صدمة للمشاهدين. تتضمن الحكاية العامة عدة حكايات تتشابك فيما بينها تبدأ بحكاية طفلة تم خطفها من حديقة منزلها ليتم الاتجار بها ولكن يتم إنقاذها من فاعل خير وتفقد أهلها حتى تصبح صبية حيث يتبنى رجل فقير يعمل عاملاً في الحدائق تربيتها وتنشأ معتقدة أنه والدها.
والقصة الأخرى هي لفتاة في حالة مرض نفسي وهلوسة وهي ابنة رئيس العصابة الخفي حيث نكتشف في النهاية أنه هو من سـاهم عن طريق التآمـر مع طبيب نفسي في جعلها تعيش هذه الحالة بواسطة عقاقـير طبيـة تسبب ذلك، خوفاً من فضح أسـرار عرفتها بالصدفة عنه وينقذها طبيب آخر بكشفه للعلاج الخاطئ. وحكاية ثالثة، وهي أن أحد الموظفين في مخازن رئـيس العصابة يكتشف بالصدفة أنهم يتعاملون بالمخدرات فيهدد بتبليغ السلطات مما يؤدي لأن يجهـزوا له كميـن لتفجير سيارته، وبالخطأ يتم التفجير بزوجته وابنته الطفلــة. وهنالك جريـمة قتل تحدث في البداية لامرأة تسكن وحدها يتضح في النهاية أنها عشيقة رئيس العصابة وتخلص منها لعلمه أنها حامل وحاولت الضغط عليه من أجل الزواج.
تبدأ الخطوط تتشابك وتلتقي حيث الصبية المخطوفة تعمل لدى الخاطف في محل تحف فاخر ويتعلق بها عاطفياً ابنه الذي يدرس طب ولا يعلم حقيقة والده الإجرامية وفي نفس الوقت فإن شـاباً آخر هو جار لها يعشقـها وينوي الزواج منها. تحدث صراعـات تؤدي لأن يتـم قتل العاشق الفقير من قبل رئيس العصابة بواسطة رجالاته لكن ابنه يصدم بحقيقته. أما الصراع بين العصابتين يصل لمرحلة أن يقتلوا أبناء بعضهم. تحدث صراعات كبيرة ومعارك بينهم.

## الممثلون
البطولة
- م. غسان سلامة ( الوجه الجديد ): المحقق علي .
- الفنان جمال مرعي: المعلم جميل .
- الفنان معتصم فحماوي: المعلم وديع الراس
- الفنان وسام البريحي: المعلم ورد الحوت

شارك في البطولة الوجوه الشابة منهم: ضياء الحيحي، محمد مسامح، أحمد عياش، سعد أبو نجيلة، إسلام العوضي، عبد الله العتيق، عبد الرحمن محاسنة، محمد أبو جاموس، زيد الياسوفي وفريد أبو النور.
شارك في البطولة الوجوه النسائية الشابة : زينة دولة بدور المعلقة والراوية، وهيا رشيد، صوفي الأسير، سميرة الأسير. بالإضافة للعديد من الممثلين من الوجوه الشابة 
وشارك في التمثيل من النجوم الأردنيين:
- الفنان عبد الكريم القواسمي
- الفنانة سميرة خوري
- الفنانة ديانا رحمة
- الفنان أنور خليل
- الفنان نبيل كوني
- الفنانة هيفاء الآغا
- الفنان علي عليان
- الفنان حمد نجم.

## التصوير
تم التصوير في عدد من المعالم السياحية والتراثية والتعليمية الأردنية بشكل جميل يروج للمملكة، حيث تراوحت أماكن التصوير بين العاصمة عمان في الشوارع بمشاهد ليلية فوقية وأيضا مشاهد نهارية التقطت بالطائرة. تم التصوير في عدد من الجامعات في عمان وفي احراش جرش و في متاحف البحر الميت و في مزارع أسماك في منطقة العدسية وفي دور السينما القديمة قديمة مثل سينما فلسطين وفي استوديو اذاعي وفي أحد قصور تل الرمان. كما تم تصوير عدد من المشاهد وفي وسط البلد في عمان.
وتم إنتاج الفيلم من مؤسسة فجرنا للإنتاج الفني وهي مؤسسة إنتاج فني أردنية. تأسست عام 2012 تدور معظم أعمالها الفنية من مهرجانات أو أفلام أو مسلسلات أو كوميديا سوداء تميل إلى طرح ومعالجة مواضيع جدية انسانية واجتماعية و نفسية. حصلت على جوائز عن أعمالها.

## العرض في السينما
تم افتتاح الفيلم في برايم سينما عمان تحت رعاية سمو الأميرة ريم علي في 20 يونيو (حزيران) 2019، كما تم استضافة الفيلم لعرضه في جامعة جورج ميسون في واشنطن و هو أول فيلم عربي تتم استضافه ومناقشته هناك بحضور طاقم السفارة الأردنية. حيث دارت ندوة نقاشبة حوله. و تمت عرض الفيلم في أكتوبر 2019 لعرضه في مهرجان الرباط السينمائي في المغرب. وتم ترشيح الفيلم للمشاركة في مهرجان كوريا السينمائي لتمثيل الأردن في دورة المهرجان 2020.

## روابط خارجية
- فجرنا للإنتاج الفني
- الصفحة الرسمية للفيلم على الفيس بوك